# Pietro Andrea Mattioli
Pietro Andrea (Pierandrea) Mattioli (latin: Petrus Andreas Matthiolus, født 23. marts 1501 i Siena, død 1577 i Trient) var en italiensk læge og botaniker. Autornavnet Mattioli kan bruges for Pietro Andrea Mattioli sammen med et videnskabeligt artsnavn inden for botanikken. (Wikipedia-artikler der bruger autornavnet)
Mattioli var kejserlig livlæge hos Ferdinand I i Wien. Han er særlig kendt som forfatter af en "urtebog", en i sine senere oplag mere og mere udvidet kommentar til Dioskorides, der opnåede over 60 oplag og udgaver i fremmede sprog. Levkøjens systematiske navn er til ære for ham af Robert Brown kaldet Matthiola.